# James Turrell
James Turrell, né le 6 mai 1943 à Los Angeles, est un artiste américain dont les principaux média d'expression sont la lumière et l'espace. Il vit et travaille à Flagstaff en Arizona, ainsi qu'en Irlande. Turrell revendique pour sa démarche artistique la double appartenance à la culture scientifique et technique, et à la culture atlantique et pacifique.

## Biographie

### Jeunesse
James Turrell naît dans une famille quaker d'origine franco-irlandaise. Son père, Archibald Milton Turrell, est un ingénieur et éducateur en aéronautique. Sa mère, Margaret Hodges Turrell, possède une formation médicale et travaille par la suite dans les corps de la Paix.
Turrell obtient une licence de pilote d'avion à 16 ans ; par la suite, il approvisionne par avion des sites miniers isolés et travaille comme cartographe aérien. En 1965, il obtient un bachelor's degree au Pomona College de Claremont, Californie, dans le domaine de la psychologie de la perception (dont, notamment, l'étude de l'effet Ganzfeld) ; il y étudie également les mathématiques, la géologie et l'astronomie. En 1966, il obtient un master degree à la Claremont Graduate School (en), université de Californie à Irvine.
En 1966, il est arrêté pour avoir entraîné des jeunes gens à éviter de s'enrôler pour la guerre du Viêt Nam ; il passe environ un an en prison.

### Carrière artistique

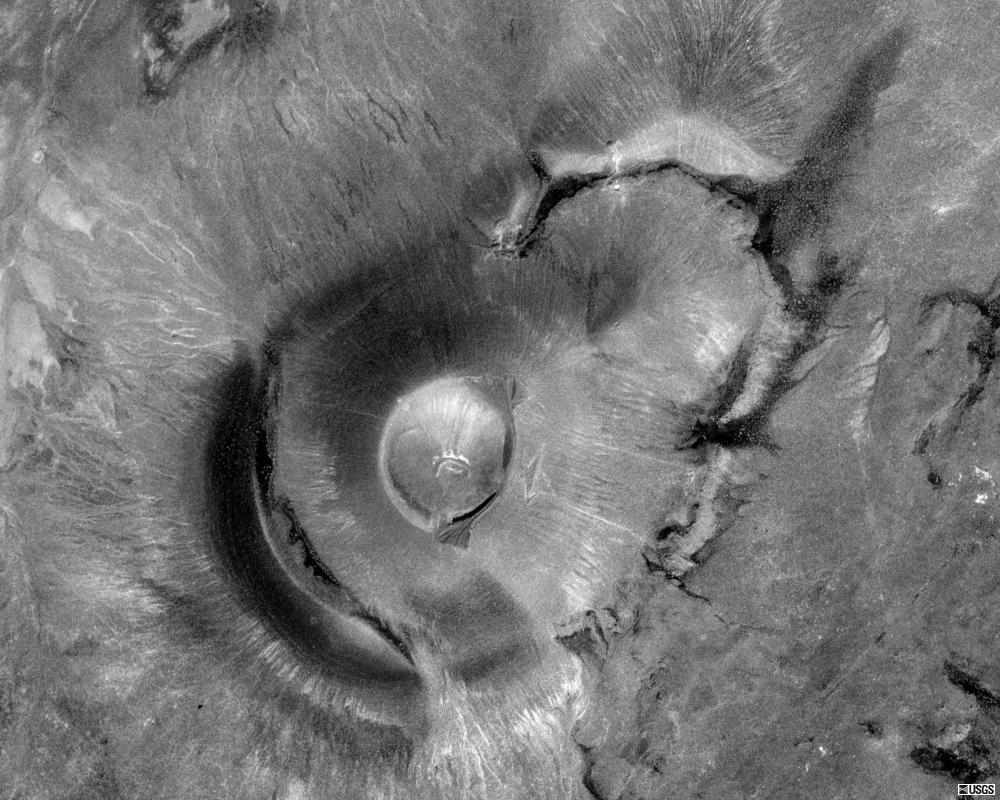
Vue satellite de Roden Crater, œuvre monumentale de James Turrell, en construction près de Flagstaff, Arizona.

Depuis la fin des années 1960, les installations de James Turrell, appelées aussi « environnements perceptuels », sont réalisées à partir d'un matériau essentiel : la lumière, naturelle ou artificielle. Mis à part les dessins et les plans qui accompagnent ses œuvres de plus grande envergure, sa production ne comporte ainsi presque aucun objet en tant que tel.
En 1966, Turrell commence à expérimenter avec la lumière dans son studio de Santa Monica, l'hôtel Mendota, à une époque où le Light and Space group, un groupe d'artistes de Los Angeles qui comprend Robert Irwin et Doug Wheeler (d), devient célèbre. En recouvrant les fenêtres et en n'autorisant qu'une partie de la lumière à entrer par les ouvertures en quantités précises, Turrell crée ses premières projections lumineuses. Dans Shallow Space Constructions (1968), il utilise des cloisons, permettant l'effusion rayonnante d'une lumière dissimulée afin de créer un effet d’aplatissement artificiel dans l'espace. La même année, il participe au programme Art et Technologie du musée d'art du comté de Los Angeles, travaillant sur les phénomènes de perception avec l'artiste Robert Irwin et le psychologue Edward Wortz. En 1969, il effectue des dessins dans le ciel avec Sam Francis, à l'aide de fumée colorée et de matériaux d'ensemencement de nuages. Entre 1969 et 1974, Turrell développe The Mendota Stoppages, où plusieurs pièces de l'ancien hôtel Mendota sont condamnées, leurs ouvertures contrôlées par l'artiste afin de permettre à la lumière naturelle et artificielle de pénétrer les espaces sombres selon des façons spécifiques.
Dans les années 1970, Turrell débute sa série des Skyspace, des espaces clos suffisamment grands pour accueillir une quinzaine de personnes, ouverts sur le ciel à travers un trou dans leur plafond. À l'intérieur, les spectateurs s'assoient sur des bancs disposés le long des murs afin d'observer le ciel. En tant que quaker, Turrell conçoit la maison d'assemblée de Live Oak pour la Société des Amis avec une ouverture dans le toit, où la notion de lumière prend dans ce cas une connotation religieuse. Son œuvre Meeting (1986, MoMA PS1), qui consiste en une pièce carrée comportant une ouverture découpée directement dans le plafond, est une recréation de cette maison d'assemblée.
En 1989, il est exposé pour la première fois à Paris dans la Galerie Froment-Putman, l'exposition était organisée par Almine Rech et Cyrille Putman. Depuis, la galerie Almine Rech qui le représente en Europe l'a exposé de nombreuses fois à Paris et à Bruxelles et a présenté plusieurs projets dans la section Art Basel Unlimited (2005 et 2011).

En 1992, Irish Sky Garden ouvre à Skibbereen (Irlande). Cette œuvre monumentale comprend un cratère en son centre. Le spectateur entre à travers une porte dans le périmètre du cratère, marche à travers un passage et gravit des escaliers afin de rentrer dans le jardin. En se reposant sur la plinthe centrale et en regardant vers le haut, le spectateur fait l'expérience du ciel encadré par le bord du cratère. Selon les termes de Turrell : 

« la chose la plus importante est que l'intérieur se transforme en l'extérieur et vice-versa, dans le sens que les relations entre le paysage irlandais et le ciel changent. »

Les autres Skyspaces comprennent le Kielder Skyspace (2000) à Cat Cairn, Kielder, Angleterre, et Second Wind (2005) à Vejer de la Frontera, Espagne. Three Gems (2005) au San Francisco De Young Museum est le premier Skyspace à adopter la forme d'une stūpa.
En 1979, Turrell fait l'achat d'un cratère volcanique au nord-est de Flagstaff, Arizona : le Roden Crater. Il le transforme peu à peu en un gigantesque observatoire astronomique à l'œil nu, destiné à la contemplation de phénomènes célestes.
Turrell est également connu pour ses tunnels et ses projections lumineuses qui créent des formes qui semblent posséder une masse, mais qui ne sont créées qu'à partir de lumière. Son œuvre Acton est une attraction populaire au musée d'art d'Indianapolis. Elle consiste en une pièce qui semble exposer une toile blanche, mais cette toile est en réalité une ouverture rectangulaire dans le mur, éclairée afin de sembler être autre chose.

### Récompenses
James Turrell a reçu de nombreuses récompenses artistiques, dont le prix MacArthur en 1984 et le prix Wolf en sculpture en 1998.

## Production artistique

### Œuvres

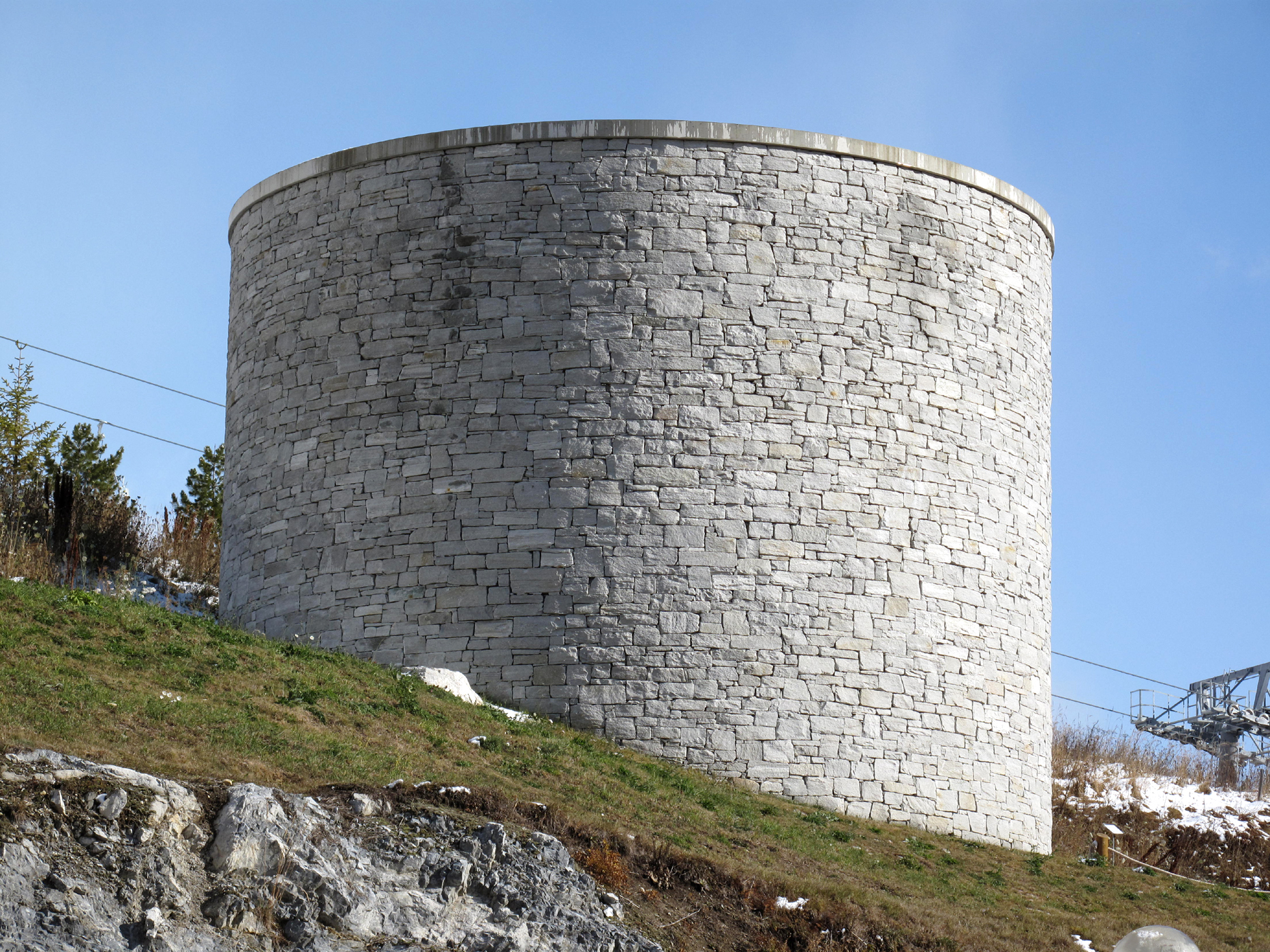
Skyspace, Piz Uter (2005).

De nombreuses œuvres de Turrell nécessitent d'enfermer le spectateur afin de contrôler sa perception de la lumière et de l'espace. Parmi les réalisations :
- 1967 : Afrum
- 1968 : Alta blue
- 1970 : Stuck Red/Stuck Blue (en)
- 1974 : début de la série des Skyspace (lieux multiples)
- 1976 : début de la série des Space Division (lieux multiples)
- 1976 : City of Anhirit
- 1983 : début de la construction de Roden Crater (Flagstaff)
- 1983 : Pleiades[11]
- 1991 : Irish Sky Garden (Skibbereen)
- 1991 : Heavy Water
- 1994 : Ghost Wedge
- 1996 : Hemels Gewelf (La Haye, restauré en 2008)[12]
- 2000 : mise en lumière du pont du Gard (Vers-Pont-du-Gard)
- 2002 : Unseen Blue
- 2002 : Big Red
- 2005 : éclairage variable de l'Automotive Design Network, centre de design de PSA Peugeot Citroën à Vélizy-Villacoublay 200 sources lumineuses composées chacune de trois tubes fluorescents de 1,5 à 2 m rouge, vert et bleu, pouvant être activés de 0 à 100 % de leur capacité pour couvrir toute la palette des couleurs, selon une programmation variable conçue par l'artiste.
- 2006 : Nightlife, mise en lumière de la façade du siège de la Caisse des dépôts et consignations (Paris), avec l'architecte Christian Hauvette.
- 2009 : mise en lumière de la façade du Dornier Museum (de) (Friedrichshafen)
- 2012 : Trace elements: Light into space

### Expositions (sélection)

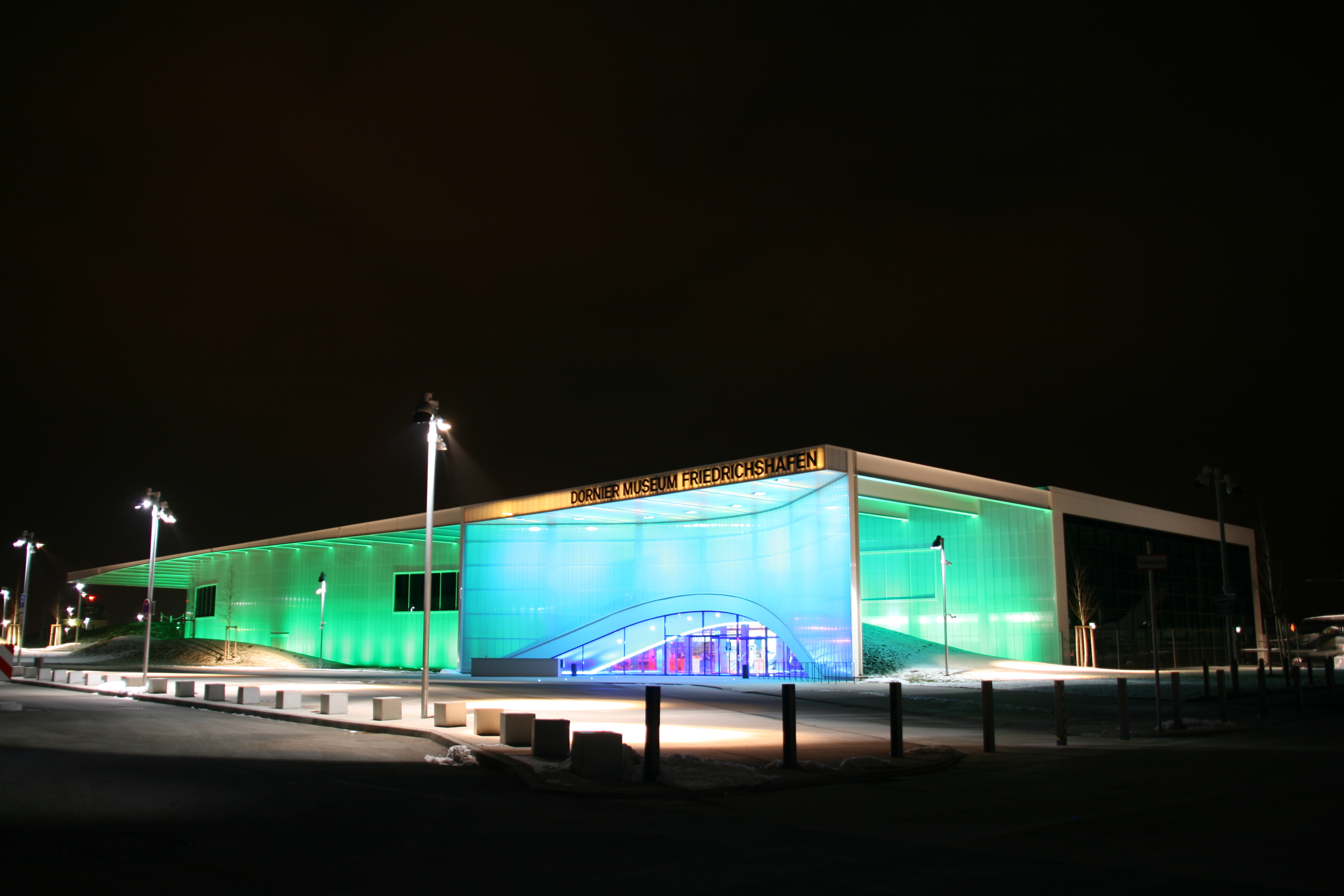
Mise en lumière de la façade du à Friedrichshafen, 2009.

- 1967 : Norton Simon Museum (première exposition solo)[6]
- 1976 : Stedelijk Museum
- 1980 : Whitney Museum of American Art
- 1982 : musée d'Israël
- 1984 : musée d'art contemporain de Los Angeles
- 1998-1999 : Musée des arts appliqués de Vienne
- 1989 : Galerie Froment-Putman, Paris (curated by Almine Rech)
- 1991 : Galerie Froment-Putman, Paris (curated by Almine Rech)
- 1994 : Galerie Froment-Putman, Paris (curated by Almine Rech)
- 1999 : Hi Test, Almine Rech Gallery, Paris
- 2002-2003 : Mattress Factory (en)
- 2002 : Milkrun III, Almine Rech Gallery, Paris
- 2004 : Almine Rech Gallery, Paris
- 2005 : Tall Glasses, Almine Rech Gallery, Paris
- 2009-2010 : The Wolfsburg Project, Kunstmuseum Wolfsburg (de) ; comprend entre autres un Ganzfeld, installation lumineuse occupant 700 m2 et 12 m de hauteur[13]
- 2010 : Almine Rech Gallery, Brussels
- 2013 : rétrospective en quatre lieux différents : Academy Art Museum d'Easton, musée d'art du comté de Los Angeles, musée des beaux-arts de Houston et musée Solomon R. Guggenheim
- 2013 : Almine Rech Gallery, Paris
- 2014-2015 : rétrospective à la National Gallery de Canberra (Australie) - du 13/12/2014 au 8/6/2015. Les 1er et 2 avril, il invite les visiteurs de son exposition à se présenter dévêtus pour faire tomber les barrières entre l'artiste et son public[14].

### Musée
En avril 2009, le musée James Turrell ouvre à la bodega Colomé (province de Salta, Argentine). Il est conçu par l'artiste après que Donald Hess, propriétaire de la bodega et de quelques œuvres de Turell, lui déclare vouloir ouvrir un musée consacré à ses travaux. Il contient neuf installations lumineuses, dont un Skyspace (Unseen Blue), des dessins et des impressions,.

### Collections
Les travaux de Turrell sont présents dans plusieurs collections publiques, dont la Tate Modern de Londres, la Mattress Factory (en) de Pittsburgh, le musée d'art du comté de Los Angeles, le musée Solomon R. Guggenheim de New York, la Henry Art Gallery de Seattle, le Walker Art Center de Minneapolis, le musée De Young de San Francisco et le musée d'Israël de Jérusalem.
Au Japon, les œuvres de Turrell sont exposées dans plusieurs musées importants, dont le musée d'art contemporain du XXIe siècle à Kanazawa et une installation permanente au musée d'art de Chichū sur l'île de Naoshima, où les œuvres Afrum - Pale Blue (1968), Open Field (2000) et Open Sky (2004) sont exposées. À Naoshima, son Minamidera (« temple du Sud ») est conçu avec l'architecte Tadao Andō. À Tōkamachi, House of Light permet l'observation du lever du soleil à travers une ouverture du toit.

## Filmographie
- Passageways (DVD, Carine Asscher, Centre Pompidou Paris, 1995) : présentation de Roden Crater
- ADN Automotive Design Network (Gilles Coudert & Sébastien Pluot, 14 minutes, a.p.r.e.s production, 2005) : présentation de l'intervention de James Turrell sur le bâtiment réalisé par l'architecte Jacques Ripault pour le centre de design de PSA Peugeot Citroën à Vélizy-Villacoublay, près de Paris
- Caisse des dépôts et consignations (Gilles Coudert et Sébastien Pluot, 11 minutes, a.p.r.e.s production, 2005) ; présentation du projet de James Turrell sur le nouveau bâtiment de la Caisse des dépôts et consignations réalisé à Paris en bord de Seine par l'architecte Christian Hauvette.
- James Turrell in France (Vittorio E. Pisu, 2011) : interview de James Turrell à l'espace Electra EDF de Paris et lors de l'ouverture de sa mise en lumière du pont du Gard.